# Chalcomitra
Chalcomitra là một chi chim trong họ Nectariniidae.

## Hình ảnh

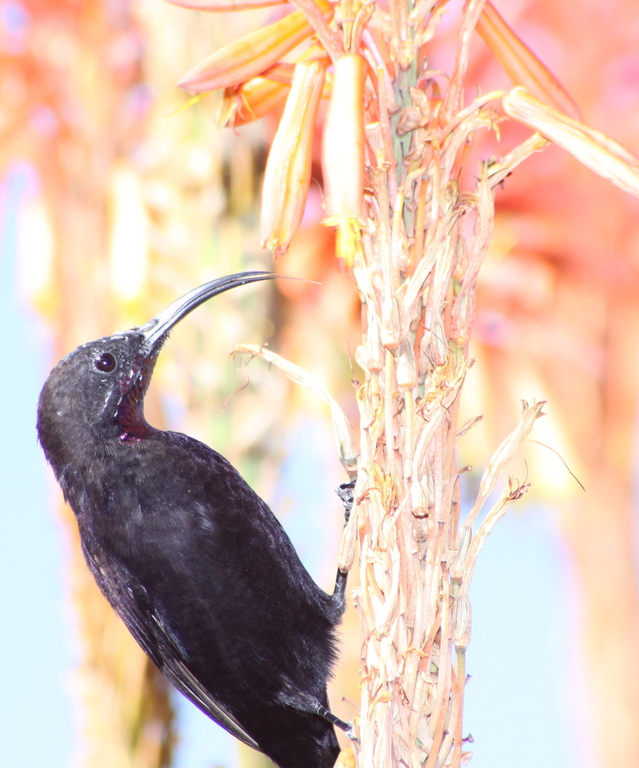
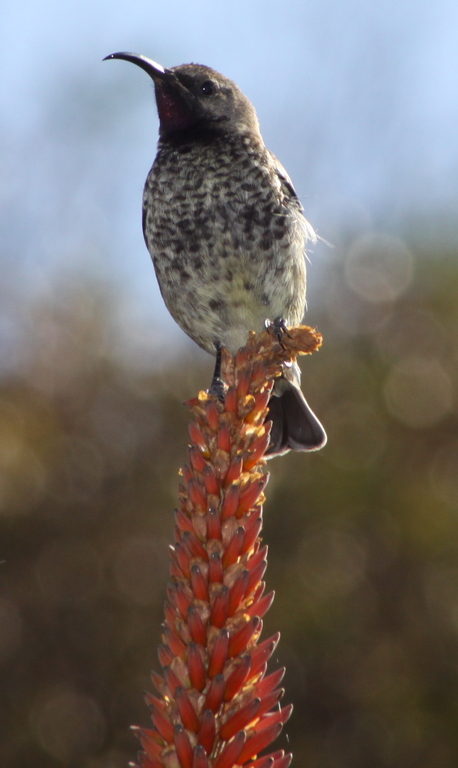
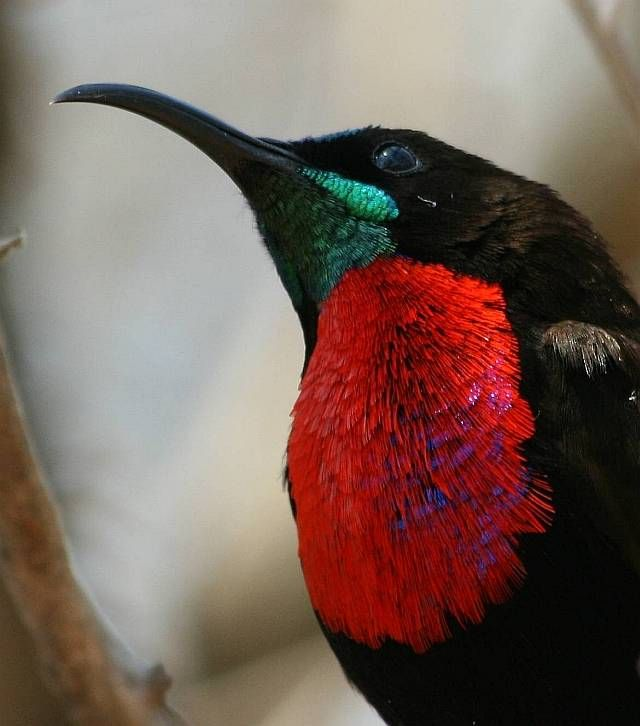

## Các loài
- Chalcomitra adelberti
- Chalcomitra fuliginosa
- Chalcomitra rubescens
- Chalcomitra amethystina
- Chalcomitra senegalensis
- Chalcomitra hunteri
- Chalcomitra balfouri